# Ižma (Russia)
Ižma (in russo Ижма?; in lingua komi: И́зьва) è un villaggio della Repubblica dei Komi, in Russia. È il centro amministrativo del distretto Ižemskij.
Si trova sul fiume Ižma, 600 km a nord-est di Syktyvkar e 200 km a nord di Uchta.